# Iwan Michajliczenko
Iwan Charłampowicz Michajliczenko (ros. Иван Харлампович Михайличенко; ur. 2 września 1920 w miejscowości Ałmazna, zm. 2 czerwca 1982 w Moskwie) – radziecki lotnik wojskowy, pułkownik, dwukrotny Bohater Związku Radzieckiego (1944 i 1945).

## Życiorys
Był narodowości ukraińskiej. W 1938 skończył szkołę, a w 1939 aeroklub w mieście Sergo (obecnie Kadijewka), od kwietnia 1940 służył w Armii Czerwonej, w styczniu 1943 ukończył woroszyłowgradzką wojskową lotniczą szkołę pilotów ewakuowaną do Uralska i został pilotem rezerwowego pułku lotniczego w Kamience. Od czerwca 1943 od maja 1945 uczestniczył w wojnie z Niemcami jako lotnik, starszy lotnik, dowódca klucza, zastępca dowódcy i dowódca eskadry lotniczego pułku szturmowego, walczył na Froncie Woroneskim (czerwiec-lipiec 1943), Stepowym (lipiec-październik 1943), 2 (październik 1943-lipiec 1944) i 1 Ukraińskim (lipiec 1944-maj 1945). Brał udział w bitwie pod Kurskiem, operacji biełgorodzko-charkowskiej, bitwie o Dniepr, operacji kirowohradzkiej, korsuń-szewczenkowskiej, humańsko-botoszańskiej, lwowsko-sandomierskiej, sandomiersko-śląskiej, górnośląskiej, dolnośląskiej, berlińskiej i praskiej. Podczas wojny wykonał 187 lotów bojowych samolotem Ił-2, prowadząc naloty na przeciwnika, stoczył 48 walk powietrznych, zestrzelił osobiście 3 i w grupie 3 samoloty wroga. W momencie zakończenia wojny był dowódcą eskadry 141 gwardyjskiego pułku lotnictwa szturmowego 9 Gwardyjskiej Dywizji Lotnictwa Szturmowego 1 Gwardyjskiego Korpusu Lotnictwa Szturmowego 5 Armii Powietrznej 2 Frontu Ukraińsiego. Po wojnie był dowódcą eskadry w Centralnej Grupie Wojsk w Austrii, 1947-1950 zastępcą dowódcy eskadry w Nadbałtyckim Okręgu Wojskowym i Moskiewskim Rejonie Obrony Przeciwlotniczej, a 1955-1958 zastępcą dowódcy pułku lotniczego obrony przeciwlotniczej w Jarosławiu, w 1958 ukończył kursy doskonalenia kadry oficerskiej Sił Wojskowo-Powietrznych w Lipiecku. W lutym 1962 został przeniesiony do rezerwy w stopniu podpułkownika, w 1975 otrzymał stopień pułkownika.

## Odznaczenia
- Złota Gwiazda Bohatera Związku Radzieckiego (dwukrotnie – 1 lipca 1944 i 27 czerwca 1945)
- Order Lenina (1 lipca 1944)
- Order Czerwonego Sztandaru (czterokrotnie – 19 września 1943, 5 sierpnia 1944, 4 maja 1945 i 22 lutego 1955)
- Order Aleksandra Newskiego (22 lutego 1945)
- Order Wojny Ojczyźnianej I klasy (24 sierpnia 1943)
- Order Czerwonej Gwiazdy (26 października 1955)
- Order Sławy II klasy (16 lutego 1944)
- Order Sławy III klasy (5 lutego 1944)
- Medal „Za zasługi bojowe” (15 listopada 1950)

I inne.